# Абрамян, Ара Аршавирович
Ара Аршавирович Абрамя́н (арм. Արա Արշավիրի Աբրահամյան; 15 апреля 1957, Малишка, Армянская ССР) — бизнесмен, президент общественной организации «Союз армян России», Президент Всемирного армянского конгресса. Председатель Комиссии по вопросам информационного сопровождения государственной национальной политики Совета при Президенте РФ по межнациональным отношениям.

## Биография
Родился 15 апреля 1957 в селе Малишка Ехегнадзорского района Армянской ССР. Мать — Абрамян Пайтцар Карапетовна (род. 1929). Отец — Абрамян Аршавир Саркисович (1924—1962).
Вырос в большой семье, где помимо него было пятеро детей: Александр (род. 1951), Сергей (род. 1953), Гагик (род.1956), Армен (род. 1959), Карина (род. 1961).

### Карьера
Окончил Ереванский сельскохозяйственный институт по специальности «Экономика». Прошёл путь от инженера до генерального директора производственного объединения «Нейрон», относящегося к электронной промышленности СССР. В 1989 году был назначен заместителем начальника управления Министерства электронной промышленности СССР. С 1991 года генеральный директор компании «КОМЭКС» в Москве, являющейся одним из предприятий-смежников Российской государственной корпорации «Электроника». В 1993 году создаёт ЗАО «Согласие» и становится его президентом. В 1994 году создаёт концерн «Российские защитные технологии».
До начала гражданской войны в Ливии он инвестировал в её экономику более $1 млрд. Как выразился сам Абрамян: «Каддафи потерял страну, я — деньги.».

### Общественная деятельность
С 2000 года — президент Общероссийской общественной организации «Союз армян России». В 2003 году избран президентом Международного Союза армянских общественных объединений «Всемирный Армянский Конгресс».
В 2003 году создал Совет предпринимателей «Россия — Аргентина» и является его сопредседателем с российской стороны. Сопредседатель ассоциации «Франко-российский диалог». Ещё он является сопредседателем Советов предпринимателей России с Южной Кореей, Бразилией, Францией, Нигерией и Ливией.
Посол Доброй Воли ЮНЕСКО.
Член Комиссии Общественной палаты Российской Федерации по межнациональным отношениям и свободе совести.
Член Попечительского совета Межрегионального общественного фонда «Центр развития межличностных коммуникаций».
При его личном участии в 2005 году из Экваториальной Гвинеи были освобождены 6 армянских лётчиков, задержанных местными властями. Принял участие и в освобождении в 2006 году задержанных в Нигерии 12 российских моряков.

## Критика
В 2013 году представители армянской общины требовали его отставки, среди прочих претензий, фигурировала: «отсутствие со стороны САР адекватной реакции на антиармянские сообщения российских СМИ и нарушение гражданских и национальных прав армян в России».
17 января 2015 года начат сбор подписей с требованием об отставке президента Союза армян России Ара Абрамяна и его заместителя Левона Муканяна. В тексте петиции говорится, что с тех пор как Абрамян взял на себя роль руководителя армянской диаспоры России − она почти не развивается. Одним из поводов для требования российско-армянской общественности отставки Абрамяна было отсутствие всяческой позиции касательно убийства шестерых людей, совершённого 12 января 2015 года в Гюмри Валерием Пермяковым.

## Награды
- Орден «За заслуги перед Отечеством» IV степени (10 сентября 2017 года) — за большой вклад в укрепление сотрудничества Российской Федерации с иностранными государствами в гуманитарной сфере[11]
- Орден Почёта (23 апреля 2007 года) — за большой вклад в укрепление международного сотрудничества, активную общественную и благотворительную деятельность[12]
- Орден Дружбы (15 апреля 2002 года) — за большой вклад в укрепление дружбы и сотрудничества между народами[13].
- Командор орден Мая (Аргентина, 17 мая 2004 года)[14]
- Орден Почёта (Армения, 15 ноября 2010 года) — за значительный личный вклад в углубление армяно-российской дружбы и защиту национальных интересов[15][16]
- Орден Почётного легиона (Франция, 2005 год)[17].
- Орден «Григорий Просветитель» (Арцах, 2010 год)[18].
- Медаль «За укрепление боевого содружества» (Министерство обороны России)[19]
- Почётный строитель России
- Удостоен почётного звания посла доброй воли ЮНЕСКО (15 июля 2003 года)[2].

## Семья
- Супруга — Абрамян Наталья Владиславовна (р.1969).
- Дети — Юлия (род. 1987), Владислав (род. 1992), Анна (род. 1998).